# Ma trận Hesse
Trong toán học, ma trận Hesse là ma trận vuông của đạo hàm từng phần bậc hai của một hàm số, do đó nó sẽ biểu thị độ cong của một hàm số nhiều biến. Ma trận Hesse được phát triển từ thế kỉ 19 bởi nhà toán học người Đức Ludwig Otto Hese.
Cho một hàm số thực
{\displaystyle f(x_{1},x_{2},\dots ,x_{n}),\,\!}
nếu tất cả đạo hàm từng phần bậc hai của f tồn tại, thì ma trận Hesse của f là ma trận
{\displaystyle H(f)_{ij}(x)=D_{i}D_{j}f(x)\,\!}
với x = (x1, x2,..., xn) và Di là toán tử đạo hàm với thành phần thứ i, và ma trận Hesse trở thành
{\displaystyle H(f)={\begin{bmatrix}{\frac {\partial ^{2}f}{\partial x_{1}^{2}}}&{\frac {\partial ^{2}f}{\partial x_{1}\,\partial x_{2}}}&\cdots &{\frac {\partial ^{2}f}{\partial x_{1}\,\partial x_{n}}}\\\\{\frac {\partial ^{2}f}{\partial x_{2}\,\partial x_{1}}}&{\frac {\partial ^{2}f}{\partial x_{2}^{2}}}&\cdots &{\frac {\partial ^{2}f}{\partial x_{2}\,\partial x_{n}}}\\\\\vdots &\vdots &\ddots &\vdots \\\\{\frac {\partial ^{2}f}{\partial x_{n}\,\partial x_{1}}}&{\frac {\partial ^{2}f}{\partial x_{n}\,\partial x_{2}}}&\cdots &{\frac {\partial ^{2}f}{\partial x_{n}^{2}}}\end{bmatrix}}}
Một vài nhà toán học  định nghĩa Hesse là định thức của ma trận ở trên.
Gọi (x0, y0, λ0) là một điểm dừng của hàm số Lagrange, tức là một nghiệm của hệ phương trình (2.6.10). Giả sử rằng các hàm số f(x, y) và g(x, y) có các đạo hàm 2.6. Cực trị của hàm nhiều biến số 116 riêng cấp hai liên tục tại điểm (x0, y0). Điều kiện đủ của bài toán cực trị có điều kiện ràng buộc dựa vào ma trận biên Hessian